# Joseph S. Clark
Joseph S. Clark (Philadelphia, 1901. október 21. – Philadelphia, 1990. január 12.) az Amerikai Egyesült Államok szenátora (Pennsylvania, 1957–1969).